# Ramirez-Perez (Teksas)
Ramirez-Perez je naseljeno mjesto za statističke potrebe u američkoj saveznoj državi Teksas. Prema popisu stanovništva iz 2010. u njemu je živjelo 78 stanovnika.